# Зессельман, Забине
Забине Зессельман (также Сабина Сессельман, нем. Sabina (Sabine ) Sesselmann; 13 августа 1936, Мюнхен — 3 марта 1998, Тутцинг) — немецкая актриса.

## Биография
Родилась в семье торговца. Изучала историю искусств в Берлине, где в течение двух лет была ученицей Хильды Кёрбер (нем. Hilde Körber) в школе Reinhardt-Schule, получив актёрское образование.
Впервые начала работать в театре Любека в 1957 году. В том же году дебютировала в кинематографе (роль доброй феи в фильме «Беспорядки в Шлараффенланде»). Активно снималась в конце 1950-х — начале 1960-х годов. Спустя тридцать лет снялась в телевизионном сериале SOKO 5113 (с 2015 года — «SOKO München»).
Часто играла преследуемых женщин, например, в фильмах по произведениям Эдгара Уоллеса «Тайна жёлтых нарциссов» и «Дверь с семью замками».
В 1964 году вышла замуж за продавца автомобилей Эрнста Хенне-младшего (нем. Ernst Henne jr.), сына известного немецкого мото- и автогонщика Эрнста Хенне-старшего.
В дальнейшем отошла от общественной жизни, лишь в 1996 году представ перед публикой в одном из эпизодов SOKO 5113.
Скончалась в 1998 году от рака. Похоронена на Лесном кладбище в Тутцинге.

## Фильмография
| Год  |   | Русское название                                   | Оригинальное название | Роль                                 |
| ---- | - | -------------------------------------------------- | --- | ------------------------------------ |
| 1957 | ф | Беспорядки в Шлараффенланде                        | Aufruhr im Schlaraffenland |                                      |
| 1957 | ф | Дафнис и Хлоя (ТВ)                                 | Daphnis und Chloe | Амалфея                              |
| 1958 | ф |                                                    | Madeleine Tel. 13 62 11 | Карин                                |
| 1958 | ф |                                                    | Liebe kann wie Gift sein | Магдалена Келер                      |
| 1958 | ф |                                                    | U47 - Kapitänleutnant Prien | Ингеборг Прин                        |
| 1958 | ф |                                                    | Ein Lied geht um die Welt (Die Joseph-Schmidt-Story) | Бригитта фон Хильден                 |
| 1959 | ф | (ТВ)                                               | Darf ich mitspielen? | Изабелла                             |
| 1959 | ф |                                                    | Kriegsgericht | Антье Дюрен                          |
| 1959 | ф | Фредди, гитара и море                              | Freddy, die Gitarre und das Meer | Катя                                 |
| 1959 | ф |                                                    | Morgen wirst du um mich weinen | Теа Хакрат                           |
| 1959 | ф | Горбун                                             | Le Bossu | Аврора де Невер / Изабелла де Кейлюс |
| 1959 | ф | Сокровище Топлицзе                                 | Der Schatz vom Toplitzsee | Диди Ланц                            |
| 1959 | ф |                                                    | Morgen wirst du um mich weinen |                                      |
| 1960 | ф |                                                    | Der Herr mit der schwarzen Melone | Кристина Майссен                     |
| 1960 | ф |                                                    | Die Brücke des Schicksals | Инга                                 |
| 1961 | ф | Тайна жёлтых нарциссов/ Тайна золотистых нарциссов | Das Geheimnis der gelben Narzissen | Анн Райдер                           |
| 1961 | ф |                                                    | Information Received | Сабина Фарлоу                        |
| 1961 | ф |                                                    | Scotland Yard hört mit |                                      |
| 1962 | ф | Дверь с семью замками/ Дверь на семи замках        | Die Tür mit den sieben Schlössern | Сибил Лэнсдаун                       |
| 1962 | ф | (ТВ)                                               | Alarm für Dora X (серии Schlangenserum für ein kleines Kind, Der Fallschirmspringer, Wilddiebe in den Bergen, Feuer beim Sprengstofflager, Bilderschmuggel) | Инга Кольбах                         |
| 1963 | ф |                                                    | Die ganze Welt ist himmelblau/ Rote Lippen soll man küssen                                                                                                  | Кэнди                                |
| 1964 | ф | Гроб из Гонконга                                   | Ein Sarg aus Hongkong | Джанет Вест                          |
| 1970 | ф | (телесериал)                                       | Luftsprünge (серия «Der Spezial-Ski» | Нэнси Мэйн                           |
| 1996 | ф | (телесериал)                                       | SOKO München (серия «Ein interessanter Typ» | фрау Меерсен                         |